# NGC 5608
NGC 5608 este o galaxie situată în constelația Boarul. A fost descoperită în 9 aprilie 1787 de către William Herschel. Se află la o distanță de 17 megaparseci de Pământ.